# Torneo de Forest Hills
El Torneo de Forest Hills era un torneo de tenis de la WTA llevado a cabo en el West Side Tennis Club de Forest Hills, Nueva York. Se realizaba desde el año 2004, sobre canchas duras al aire ibre, y servía de preparación para el último torneo de Grand Slam del año, el Abierto de los Estados Unidos.

## Campeonas

### Individuales
| Año  | Campeona            | Finalista        | Resultado     |
| ---- | ------------------- | ---------------- | ------------- |
| 2004 | Elena Likhovtseva   | Iveta Benešová   | 6-2, 6-2      |
| 2005 | Lucie Šafářová      | Sania Mirza      | 3-6, 7-5, 6-4 |
| 2006 | Meghann Shaughnessy | Anna Smashnova   | 1-6, 6-0, 6-4 |
| 2007 | Gisela Dulko        | Virginie Razzano | 6-2, 6-2      |
| 2008 | Lucie Šafářová      | Peng Shuai       | 6-4, 6-2      |